# CineTeatro Cesare Volta
Il CineTeatro Cesare Volta è una sala polifunzionale, adatta sia a spettacoli teatrali, sia a rassegna cinematografiche e laboratori artistici.

## Storia e descrizione
Il CineTeatro Cesare Volta sorse nel 1973 all’interno del quartiere Scala, un nucleo insediativo progettato da Mario Terzaghi e Augusto Magnaghi, come sala cinematografica e teatro del nuovo quartiere. L’edificio è anche conosciuto come il “Cubo Verde” perché originariamente la sua grande struttura cubica era dipinta di verde. Il CineTeatro nel 2001 venne dedicato al regista pavese Cesare Volta e nel 2007 l’edificio fu radicalmente restaurato, con la creazione di un ampio foyer (utilizzato anche per mostre e esposizioni), fu realizzata la biglietteria, un locale guardaroba e un ambiente destinato a laboratorio. Inoltre la sala fu risistemata e dotata di attrezzature necessarie per la proiezione di filma e documentari. Il CineTeatro è gestito dal Settore Scuola, Politiche Giovanili e Sport del Comune di Pavia che pianifica ogni anno una stagione cinematografica e una teatrale all’interno della struttura e laboratori per adulti e ragazzi. La capienza del CineTeatro di 211 persone, più due posti per disabili.